# Alexander den store (film, 1917)

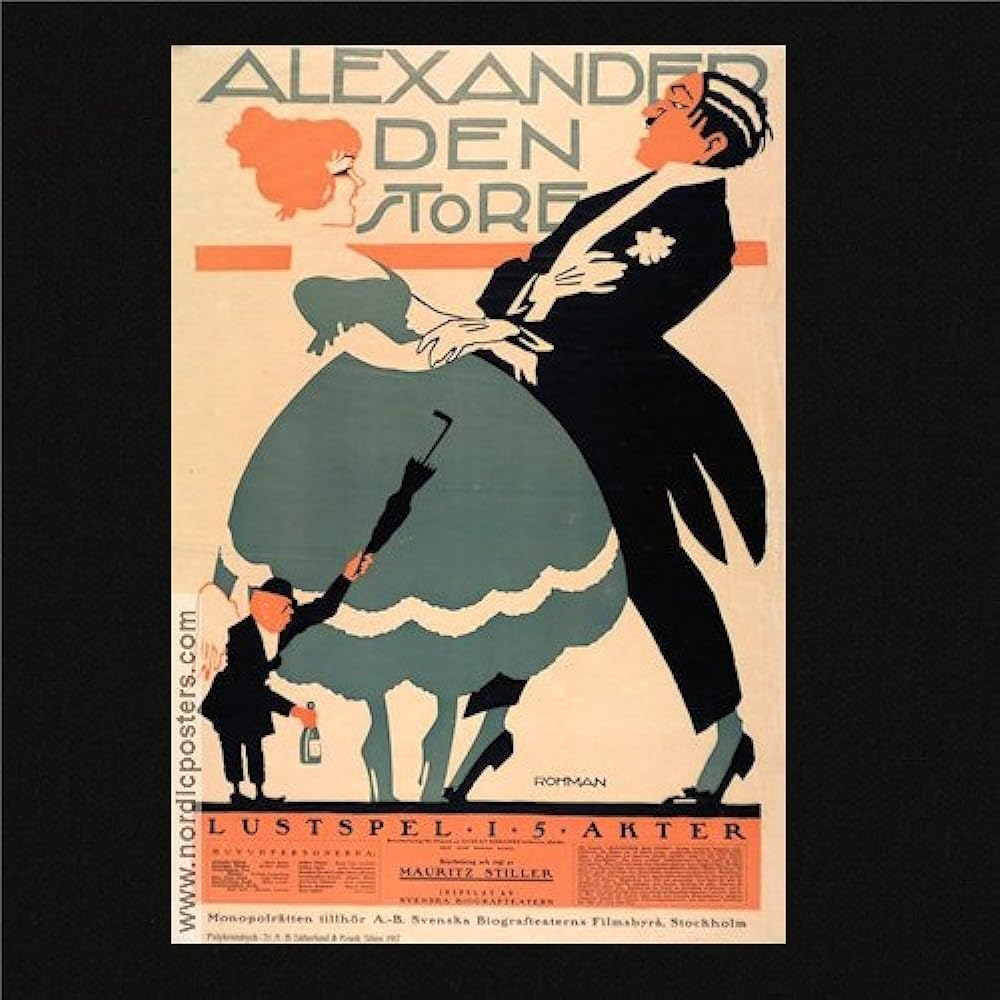
Alexander den store poster

Alexander den store är en svensk lustspelsfilm från 1917 regisserad av Mauritz Stiller.

## Handling
Alexander är hovmästare på en restaurang där man kan äta i enskilda rum, vilket inte uppskattas av alla och en förening för att motverka detta bildas. Både restaurangens gäster och föreningens medlemmar blir inblandade i en rad missförstådda situationer som Alexander lyckas reda upp så småningom.
Till slut beslutas att man ska öppna ett familjehotell för att motverka osedligheterna, Alexander får uppgiften att sköta det nya hotellet. Han får dock sparken, men kort efter dyker en rik vän upp och övertalar honom att starta ett nytt hotell.

## Om filmen
Filmen premiärvisades 12 november 1917 på biograf Röda Kvarn. Filmen kom att bli Harald Madsens filmdebut. Som förlaga har man författaren Gustav Esmanns lustspel Alexander den store som uruppfördes 1900 på Folketeatret i Köpenhamn. Till Sverige kom pjäsen första gången 1906 genom ett danskt gästspel på Dramaten i Stockholm. Fotograf för filmen var Julius Jaenzon.

## Rollista i urval
- Hauk Aabel - Alexander Nyberg, överkypare på Paladshotellet
- Albin Lavén - kammarherre Bryde
- Hjalmar Lauritz - kammarjunkare Axel Bryde, husarlöjtnant, kammarherrens brorson
- Arthur Alftán - etatsrådet Mönther
- Gucken Cederborg - etatsrådinnan Thea Mönther
- Lili Ziedner - Bera Mönther, deras dotter
- Harald Madsen - Teodor Lampe, teologie kandidat
- Anna-Lisa Lindzén - fröken Filippa Ottesen
- Stina Stockenstam - fröken Signe Ottesen, Filippas syster, folkvisesångerska
- August Miehe - grosshandlare Moses Isacsen, Filippas kavaljer
- Eric Lindholm - Petersen, journalist, gäst på Thea-hotellet
- Sigurd Wallén - kypare på Paladshotellet och på Thea-hotellet
- Manne Lundh - Hans höghet, Signes "beskyddare"
- Mona Geijer-Falkner - Signes påkläderska
- Julius Hälsig - kypare på Paladshotellet